# Uefacupen 1975/1976
Uefacupen 1975/1976 vanns av Liverpool, England efter finalseger mot Club Brugge, Belgien.

## Inledande omgångar

### Första omgången
| Lag 1                 | Totalt       | Lag 2                 | Möte 1 | Möte 2     |
| MSV Duisburg          | 10–30        | Enosis Neon Paralimni | 7–1    | 3–2        |
| Glentoran             | 01–14        | Ajax                  | 1–6    | 0–8        |
| Grasshopper           | 00004–4 (BM) | Real Sociedad         | 3–3    | 1–1        |
| PAOK                  | 2–6          | Barcelona             | 1–0    | 1–6        |
| AIK                   | 1–2          | Spartak Moskva        | 1–1    | 0–1        |
| Royal Antwerp         | 5–1          | Aston Villa           | 4–1    | 1–0        |
| Bohemians Prag        | 2–3          | Budapest Honvéd       | 1–2    | 1–1        |
| Carl Zeiss Jena       | 4–0          | Marseille             | 3–0    | 1–0        |
| Universitatea Craiova | 2–4          | Röda stjärnan         | 1–3    | 1–1        |
| Everton               | 0–1          | AC Milan              | 0–0    | 0–1        |
| Feyenoord             | 1–4          | Ipswich Town          | 1–2    | 0–2        |
| Gais                  | 4–5          | Śląsk Wrocław         | 2–1    | 2–4        |
| Hertha Berlin         | 6–2          | HJK Helsingfors       | 4–1    | 2–1        |
| Hibernian             | 2–3          | Liverpool             | 1–0    | 1–3        |
| Holbæk B&I            | 1–3          | Stal Mielec           | 0–1    | 1–2        |
| Köln                  | 5–2          | B 1903 Odense         | 2–0    | 3–2 (e.f.) |
| Lyon                  | 4–6          | Club Brugge           | 4–3    | 0–3        |
| Molde FK              | 1–6          | Östers IF             | 1–0    | 0–6        |
| Târgu Mureș           | 3–6          | Dynamo Dresden        | 2–2    | 1–4        |
| Tjornomorets Odessa   | 1–3          | Lazio                 | 1–0    | 0–3 (e.f.) |
| Porto                 | 10–00        | Avenir Beggen         | 7–0    | 3–0        |
| Rapid Wien            | 2–3          | Galatasaray           | 1–0    | 1–3        |
| Roma                  | 2–1          | Dunav Ruse            | 2–0    | 0–1        |
| Torpedo Moskva        | 5–2          | Napoli                | 4–1    | 1–1        |
| Vöest Linz            | 2–4          | Vasas                 | 2–0    | 0–4        |
| Vojvodina             | 1–3          | AEK Aten              | 0–0    | 1–3        |
| Young Boys            | 2–4          | Hamburg               | 0–0    | 2–4        |
| Athlone Town          | 4–2          | Vålerenga IF          | 3–1    | 1–1        |
| Inter Bratislava      | 8–2          | Real Zaragoza         | 5–0    | 3–2        |
| ÍBK Keflavík          | 0–6          | Dundee United         | 0–2    | 0–4        |
| Levski-Spartak Sofia  | 7–1          | Eskişehirspor         | 3–0    | 4–1        |
| Sliema Wanderers      | 2–5          | Sporting Lissabon     | 1–2    | 1–3        |

### Andra omgången
| Lag 1            | Totalt         | Lag 2                | Möte 1 | Möte 2     |
| MSV Duisburg     | 00004–4 (BM)   | Levski-Spartak Sofia | 3–2    | 1–2        |
| Athlone Town     | 0–3            | AC Milan             | 0–0    | 0–3        |
| Carl Zeiss Jena  | 00001–1 (str.) | Stal Mielec          | 1–0    | 0–1 (e.f.) |
| Dundee United    | 2–3            | Porto                | 1–2    | 1–1        |
| Galatasaray      | 2–7            | Torpedo Moskva       | 2–4    | 0–3        |
| Hertha Berlin    | 2–4            | Ajax                 | 1–0    | 1–4        |
| Budapest Honvéd  | 2–3            | Dynamo Dresden       | 2–2    | 0–1        |
| Inter Bratislava | 00003–3 (BM)   | AEK Aten             | 2–0    | 1–3        |
| Ipswich Town     | 3–4            | Club Brugge          | 3–0    | 0–4        |
| Spartak Moskva   | 3–0            | Köln                 | 2–0    | 1–0        |
| Östers IF        | 1–2            | Roma                 | 1–0    | 0–2        |
| Real Sociedad    | 1–9            | Liverpool            | 1–3    | 0–6        |
| Röda stjärnan    | 1–5            | Hamburg              | 1–1    | 0–4        |
| Śląsk Wrocław    | 3–2            | Royal Antwerp        | 1–1    | 2–1        |
| Vasas            | 4–3            | Sporting Lissabon    | 3–1    | 1–2        |
| Lazio            | 0–7            | Barcelona            | 0–3    | 0–4        |

### Tredje omgången
| Lag 1            | Totalt         | Lag 2                | Möte 1 | Möte 2 |
| Ajax             | 00003–3 (str.) | Levski-Spartak Sofia | 2–1    | 1–2    |
| Barcelona        | 4–1            | Vasas                | 3–1    | 1–0    |
| Club Brugge      | 2–0            | Roma                 | 1–0    | 1–0    |
| Dynamo Dresden   | 4–3            | Torpedo Moskva       | 3–0    | 1–3    |
| Hamburg          | 3–2            | Porto                | 2–0    | 1–2    |
| Inter Bratislava | 1–2            | Stal Mielec          | 1–0    | 0–2    |
| Śląsk Wrocław    | 1–5            | Liverpool            | 1–2    | 0–3    |
| AC Milan         | 4–2            | Spartak Moskva       | 4–0    | 0–2    |

## Slutspel

### Slutspelsträd
|  | Kvartsfinaler        | Kvartsfinaler | Kvartsfinaler | Kvartsfinaler |   |           | Semifinaler | Semifinaler | Semifinaler | Semifinaler |  |           | Final | Final | Final | Final |
|  |                      |               |               |               |   |           |             |             |             |             |  |           |       |       |       |       |
|  | Barcelona            | 4             | 4             | 8             |   |           |             |             |             |             |  |           |       |       |       |       |
|  | Levski-Spartak Sofia | 0             | 5             | 5             |   |           |             |             |             |             |  |           |       |       |       |       |
|  | Levski-Spartak Sofia | 0             | 5             | 5             |   | Barcelona | 0           | 1           | 1           |             |  |           |       |       |       |       |
|  |                      |               |               |               |   | Barcelona | 0           | 1           | 1           |             |  |           |       |       |       |       |
|  |                      |               | Liverpool     | 1             | 1 | 2         |             |             |             |             |  |           |       |       |       |       |
|  | Dynamo Dresden       | 0             | Liverpool     | 1             | 1 | 2         | 1           | 1           |             |             |  |           |       |       |       |       |
|  | Dynamo Dresden       | 0             |               |               |   |           | 1           | 1           |             |             |  |           |       |       |       |       |
|  | Liverpool            | 0             | 2             | 2             |   |           |             |             |             |             |  |           |       |       |       |       |
|  | Liverpool            | 0             | 2             | 2             |   |           |             |             |             |             |  | Liverpool | 3     | 1     | 4     |       |
|  |                      |               |               |               |   |           |             |             |             |             |  | Liverpool | 3     | 1     | 4     |       |
|  |                      | Club Brugge   | 2             | 1             | 3 |           |             |             |             |             |  |           |       |       |       |       |
|  | Hamburg              | Club Brugge   | 2             | 1             | 3 | 1         | 1           | 2           |             |             |  |           |       |       |       |       |
|  | Hamburg              |               |               |               |   | 1         | 1           | 2           |             |             |  |           |       |       |       |       |
|  | Stal Mielec          | 1             | 0             | 1             |   |           |             |             |             |             |  |           |       |       |       |       |
|  | Stal Mielec          | 1             | 0             | 1             |   | Hamburg   | 1           | 0           | 1           |             |  |           |       |       |       |       |
|  |                      |               |               |               |   | Hamburg   | 1           | 0           | 1           |             |  |           |       |       |       |       |
|  |                      |               | Club Brugge   | 1             | 1 | 2         |             |             |             |             |  |           |       |       |       |       |
|  | Club Brugge          | 2             | Club Brugge   | 1             | 1 | 2         | 1           | 3           |             |             |  |           |       |       |       |       |
|  | Club Brugge          | 2             |               |               |   |           | 1           | 3           |             |             |  |           |       |       |       |       |
|  | AC Milan             | 0             | 2             | 2             |   |           |             |             |             |             |  |           |       |       |       |       |

### Kvartsfinaler
| Lag 1          | Totalt | Lag 2                | Möte 1 | Möte 2 |
| Barcelona      | 8–5    | Levski-Spartak Sofia | 4–0    | 4–5    |
| Club Brugge    | 3–2    | AC Milan             | 2–0    | 1–2    |
| Dynamo Dresden | 1–2    | Liverpool            | 0–0    | 1–2    |
| Hamburg        | 2–1    | Stal Mielec          | 1–1    | 1–0    |

### Semifinaler
| Lag 1     | Totalt | Lag 2       | Möte 1 | Möte 2 |
| Barcelona | 1–2    | Liverpool   | 0–1    | 1–1    |
| Hamburg   | 1–2    | Club Brugge | 1–1    | 0–1    |

### Finaler

#### Första mötet
| 28 april 1976 19:30                                      |       |                                   |                                                                            |
| Liverpool                                                | 3 – 2 | Club Brugge                       | Anfield, Liverpool Publik: 56 000 Domare: Ferdinand Biwersi (Västtyskland) |
| Ray Kennedy 59' Jimmy Case 61' Kevin Keegan 64' (straff) |       | Raoul Lambert 5' Julien Cools 15' | Anfield, Liverpool Publik: 56 000 Domare: Ferdinand Biwersi (Västtyskland) |

| Liverpool | Club Brugge |
| --- | --- |
| - Ray Clemence (MV) - Tommy Smith - Phil Neal - Phil Thompson - Ray Kennedy - Emlyn Hughes (målvakt) - Kevin Keegan - David Fairclough - Steve Heighway - John Toshack (← 46") - Ian Callaghan | - Birger Jensen (MV) - Alfons Bastijns (målvakt) - Eduard Krieger - Georges Leekens - Jos Volders - Julien Cools - René Vandereycken - Dany De Cubber - Roger Van Gool - Raoul Lambert - Ulrik le Fevre |
| Byten: | Byten: |
| - Jimmy Case (→ 46") | - None |
| Tränare: | Tränare: |
| Bob Paisley | Ernst Happel |

#### Andra mötet
| 19 maj 1976                |       |                  |                                                                           |
| Club Brugge                | 1 – 1 | Liverpool        | Olympiastadion, Brugge Publik: 32 000 Domare: Rudi Glöckner (Östtyskland) |
| Raoul Lambert 11' (straff) |       | Kevin Keegan 15' | Olympiastadion, Brugge Publik: 32 000 Domare: Rudi Glöckner (Östtyskland) |

| Club Brugge | Liverpool |
| --- | --- |
| - Birger Jensen (MV) - Alfons Bastijns (målvakt) - Eduard Krieger - Georges Leekens - Jos Volders - Julien Cools - René Vandereycken - Roger Van Gool - Dany De Cubber (← 68") - Raoul Lambert (← 75") - Ulrik le Fevre | - Ray Clemence (MV) - Tommy Smith - Phil Neal - Phil Thompson - Ray Kennedy - Emlyn Hughes (målvakt) - Kevin Keegan - Jimmy Case - Steve Heighway - John Toshack (← 62") - Ian Callaghan |
| Byten: | Byten: |
| - Dirk Hinderyckx (→ 68") - Dirk Sanders (→ 75") | - David Fairclough (→ 62") |
| Tränare: | Tränare: |
| Ernst Happel | Bob Paisley |